# Jeanne Kunkler
Jeanne Kunkler (* 9. September 1894 in Rolle; † 30. Juli 1990 in Genf; heimatberechtigt in St. Gallen und Genf) war eine Schweizer Schriftstellerin und Redaktorin, die als Pionierin im Aufbau von Förderungs- und Anerkennungsmassnahmen für Gehörlose gilt.

## Leben
Jeanne Kunkler wurde als Tochter des Bankiers Edouard Albert Jean und der Julia Bouthillier de Beaumont geboren. Vom dritten Altersjahr an war sie taub. Im Jahr 1927 schrieb sie das Kinderbuch Les fées ne sont pas mortes. Kunkler war eine Pionierin im Aufbau von Förderungs- und Anerkennungsmassnahmen für Gehörlose in der Romandie, vor allem im Kanton Waadt. Von 1945 bis 1969 war sie alleinige Redaktorin und von 1971 bis 1975 Mitredaktorin der Westschweizer Gehörlosenzeitung Le Messager. 1968 erhielt sie vom Weltverband der Gehörlosen eine Auszeichnung. Seit ihrem Tod 1990 führt die Stiftung Fondation Jeanne Kunkler das 1971 von ihr erworbene Chalet Les Arolles in Château-d’Oex als Ferien- und Bildungshaus für Gehörlose.